# Estação de Massy TGV
A Estação de Massy TGV é uma estação ferroviária francesa TGV, da LGV Atlantique, situada no território das comunas de Massy e Palaiseau, no departamento de Essonne, na região da Ilha de França.
Está localizado nas imediações da estação do RER B em Massy - Palaiseau e da estação do RER C em Massy - Palaiseau-Grande-Ceinture.

## Situação ferroviária
Estabelecida a 78 metros, a estação de Massy TGV está localizada no ponto quilométrico (PK) 14.376 da linha de Paris-Montparnasse a Monts (LGV), mais conhecida como LGV Atlantique.
Possui duas passagens centrais, sem plataformas, para trens que não marcam parada, e duas vias laterais para serviços com duas plataformas: plataforma 3 (V.3) de 500 m e plataforma 4 (V.4) de 500 m.

## História
Após sua inauguração em 28 de setembro de 1991, a estação Massy TGV, cuja construção custou 24,4 milhões de euros, entrou em serviço em 29 de setembro de 1991 pela Société nationale des chemins de fer français (SNCF). É uma das duas novas estações do LGV Atlantique, com a estação de Vendôme - Villiers-sur-Loir TGV.
Construída por iniciativa do então vice-prefeito Claude Germon, a estação faria parte de um grande projeto de urbanismo de um pólo europeu que foi abandonado após a crise imobiliária do início dos anos 1990. Inicialmente, o projeto da estação TGV em Massy recebeu oposição da SNCF, devido ao curto tempo de deslocamento da Gare de Paris-Montparnasse, e de moradores de comunas vizinhas, como Verrières-le-Buisson, que temiam a poluição sonora . No entanto, estudos realizados a pedido do Ministério dos Transportes demonstraram a sua relevância, pois evita o trânsito de passageiros por Paris ao servir toda a periferia sul da capital, por correspondência com as linhas B e C do RER, acessível na estação de Massy - Palaiseau.
Em junho de 2007, começaram os trabalhos para uma grande reestruturação do pólo e melhor integração na cidade, incluindo a construção de uma nova passarela conectando as três estações (estação SNCF em Massy-Palaiseau, estação RATP em Massy-Palaiseau, estação de Massy- TGV). O término das obras, inicialmente previsto para o final de 2010 foi adiado até janeiro de 2012.
Seu tráfego anual era de 700 000 passageiros em 2001, então 1,1 milhão de passageiros em 2006, 1,2 milhão de passageiros em 2007, 1,4 milhão de passageiros em 2008 e 1.5 milhão de passageiros em 2012.
Em 2019, a SNCF estimou a frequência anual da estação em 2 214 961 passageiros contra 2 397 978 em 2018.

## Serviço aos passageiros

### Recepção
Estação SNCF, ela possui prédio de passageiros, com sala de espera e balcões, funcionando todos os dias. Está equipado com máquinas automáticas para compra de bilhetes de transporte. Oferece vários serviços, incluindo: boas-vindas ao jovem viajante, objetos encontrados e venda de saída durante o dia. É uma estação acessível a pessoas com mobilidade reduzida com instalações, equipamentos e serviços. Uma tabacaria e um bar, brasserie e restaurante estão localizados no hall da estação.

### Ligação
Alguns trens servem tanto a Gare de Paris-Montparnasse quanto esta estação, embora seja proibido tomar o TGV para distâncias tão curtas (também não é possível comprar passagem para fazer esta viagem de ligação em TGV).
Ela é servida principalmente por trens intersetoriais e trens Ouigo, com exceção do TGV Le Havre – Marseille-Saint-Charles com parada na estação de Massy - Palaiseau - Grande-Ceinture e não na estação de Massy TGV.

### Intermodalidade
Ela está equipada com estacionamento para veículos, drop-off, drop-off para deficientes e serviços: táxis, veículo de passeio com motorista e aluguel de veículos e motocicletas e patinetes.
A proximidade das estações RER de Massy - Palaiseau permite que esta estação sirva, por correspondência, uma grande parte do sul da conurbação parisiense. A estação TGV, assim como as duas estações RER, também são servidas por várias redes de ônibus: o da RATP, para os subúrbios interiores da região de Paris, bem como uma rede de grandes subúrbios, em particular gerida pela comunidade de aglomeração Europ'Essonne (CAEE) e pela comunidade de aglomeração de Plateau de Saclay (CAPS). Uma linha de ônibus conectando a estação de TGV ao terminal Orly Ouest é uma alternativa ao Orlyval, conectando o aeroporto de Orly à estação Antony RER B.